# A Mulher de Mococa
A mulher de Mococa é uma escultura de Bruno Giorgi. A obra foi uma das cinco doadas pelo escultor à cidade de Mococa, sua cidade natal, a qual chamava de "cidade encanto". Em 1983, foi instalada na fonte da praça Marechal Deodoro. Está posicionada de costas para a Igreja Matriz de São Sebastião e de frente para o Paço Municipal "Christovam Lima Guedes", sendo que seu olhar está voltado diretamente para o gabinete do prefeito, no andar superior.  
A escultura representa uma mulher nua, sentada, com o joelho direito flexionado, onde apoia o braço. Foi fundida em bronze e revestida com uma pátina induzida (artificial) verde.

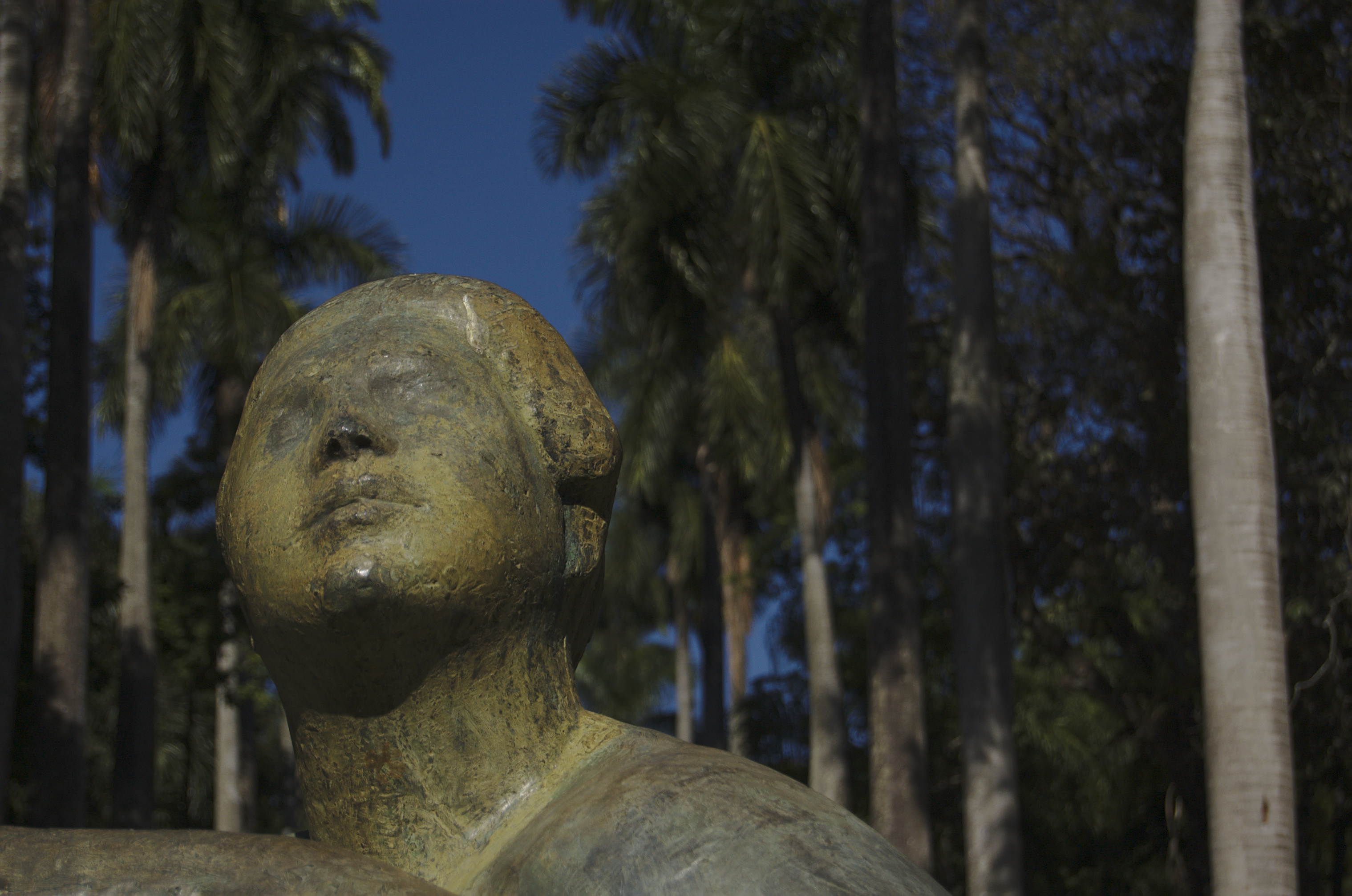
Rosto da obra "A mulher de Mococa" em detalhe.